# Karl-Friedrich Rausch
Karl-Friedrich Rausch (* 19. Juli 1951 in Laubach, Hessen) ist ein deutscher Wirtschaftsingenieur. Vom 1. Juni 2009 bis Juli 2015 war er Vorstand für Transport und Logistik bei der DB Mobility Logistics AG.

## Leben
Rausch studierte von 1973 bis 1980 Wirtschaftsingenieurwesen an der Technischen Hochschule Darmstadt. Von 1980 bis zu seiner Promotion im Jahr 1985 war er dort als wissenschaftlicher Mitarbeiter beschäftigt.
Er war von 1985 bis 2000 im Lufthansa-Konzern tätig. In dieser Zeit war er von 1994 bis 1997 Sprecher der Geschäftsführung der Lufthansa CityLine. Von 1997 bis 2000 war er Vorstandsmitglied der Lufthansa Passage Airline, zuletzt als Sprecher des Vorstands.
Zeitweise war er als Nachfolger von Jürgen Weber in der Funktion des Lufthansa-Vorstandsvorsitzenden gehandelt worden. Anfang 2001 sollte Wolfgang Mayrhuber den Passagierverkehr im Lufthansa-Vorstand übernehmen. Rausch sollte dabei zum Generalbevollmächtigten des Lufthansa-Vorstandes für Infrastruktur Konzern werden. Dies wurde von Beobachtern als Entmachtung Rauschs gesehen. Sein Wechsel zur Bahn sei daher kaum überraschend gewesen.
Zum 1. Januar 2001 wechselte er als Vorstand Technik zur Deutschen Bahn AG. Er war dort ab dem 20. Mai 2003 als Vorstand für den Unternehmensbereich Personenverkehr verantwortlich.
Sein Vertrag wurde Anfang 2005 um weitere fünf Jahre verlängert.
Als Vorbereitung auf die teilweise Kapitalprivatisierung lagerte der DB-Konzern 2008 alle Mobilitäts- und Logistikaktivitäten in eine 100-prozentige Tochtergesellschaft, die DB Mobility Logistics AG, aus. Rausch wechselte in den Vorstand dieses Unternehmens, wo er für das Ressort Personenverkehr verantwortlich war.
Zum 1. Juni 2009 wurde er zum Vorstand für Transport und Logistik desselben Unternehmens berufen.
2015 ging Rausch in den vorzeitigen Ruhestand.
Rausch war von 2009 bis 2017 Mitglied im Hochschulrat der TU Darmstadt.